# キケマン
キケマン（黄華鬘、学名：Corydalis heterocarpa var. japonica）はキケマン属の越年草。ツクシキケマン（学名：Corydalis heterocarpa、筑紫黄華鬘）の変種。

## 特徴
太く赤みを帯びた茎が特徴である。高さは60cm程度。葉は1-2回羽状複葉で、小葉はさらに羽状に深裂する。葉はしばしば紫褐色を帯びる。花期は3-5月である。

## 分布と生育環境
本州以南に広く分布する。